# Grímnir (mythologie)

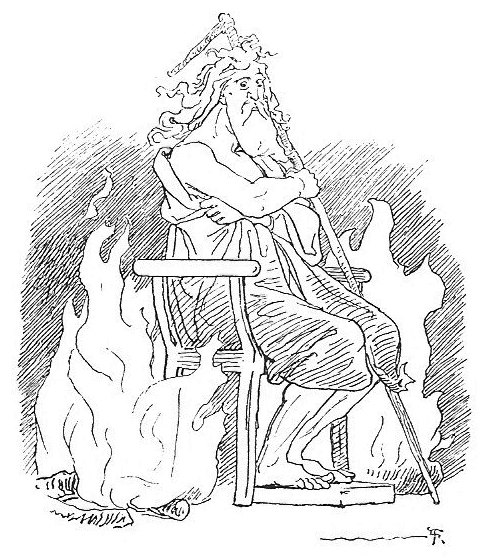
Odin als Grímnir

Grímnir is een Oudnoords woord en betekent ongeveer "de gemaskerde".
Deze naam slaat op twee figuren uit de Oudnoordse mythologie.
- In het Grímnismál treedt Odin op onder deze naam.
- Daarnaast is het de naam van een reus.